# Teatro Infanta Beatriz

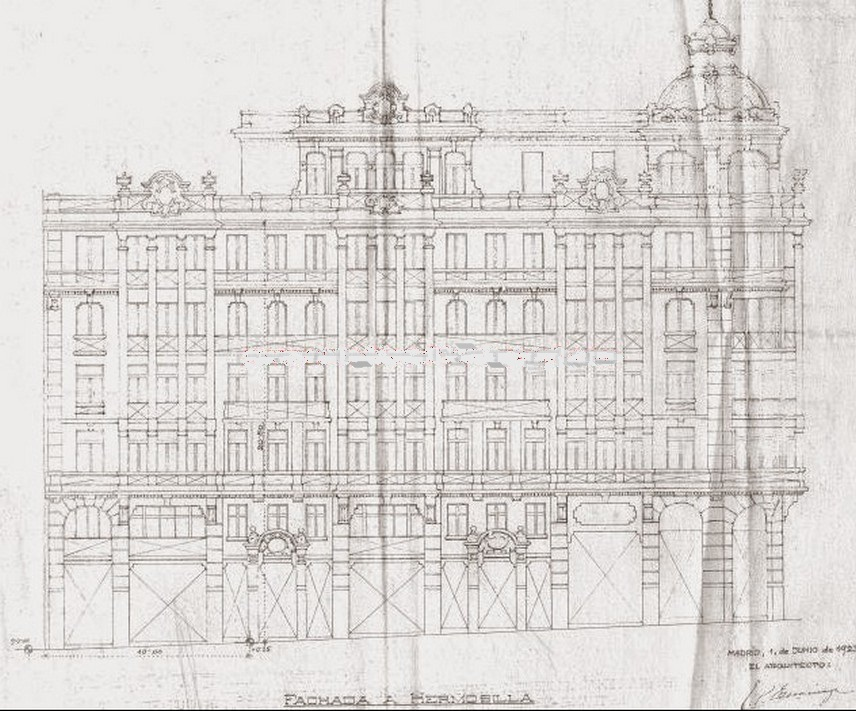
Proyecto de la fachada a la calle de Hermosilla para el edificio en el que se encontraba el Teatro Infanta Beatriz, según dibujo del arquitecto Eduardo Sánchez Eznarriaga, firmado en 1923, un año antes de su muerte.

El Teatro Infanta Beatriz (también teatro Beatriz y Teatriz) fue un pequeño coliseo situado en la calle de Hermosilla esquina con Claudio Coello, en el barrio de Salamanca de la capital de España. Levantado entre 1923 y 1925, según proyecto de Eduardo Sánchez Eznarriaga y Eduardo Lozano Lardet, se inauguró el 16 de octubre de 1925. El 8 de marzo de 1933, Federico García Lorca estrenó en él Bodas de Sangre. En 1989, consentida por sus propietarios, la familia Arango, el viejo teatro sufrió una transformación a cargo de Philippe Starck, ampliada en 2011 por el interiorista francés Bruno Borrione. En las navidades de 2014, agotado el recurso de la restauración, se convirtió su espacio en una tienda de vestir de una cadena sueca.

## Historia

### El viejo Infanta Beatriz
Proyectado en 1920, siguiendo el ejemplo del Teatro Fontalba y el modelo de bombonera francesa de los teatros a la italiana, el nuevo coliseo dedicado a una infanta real se integró en el diseño de un edificio de viviendas de lujo. Su estructura respeta el esquema del teatro clásico del siglo XIX, con algunas soluciones creativas bien resueltas por Sánchez Eznarriaga, como antes había tenido que hacer en el Teatro Calderón. Destaca la amplitud en altura del torreón de tramoya, a pesar de la discreta superficie dedicada a escenario.
Fallecido Sánchez Eznarriaga poco después de proyectar el edificio, casi toda la obra corrió a cargo de su discípulo Lozano Lardet, con la ayuda de José Luis Durán de Cottes, que respetarían con fidelidad el gusto ecléctico y alto burgués de su maestro. La prensa de la época destacó la ampulosa ornamentación interior, con fuentes de mármol en el vestíbulo, plafones de estilo español y "molduras de extrema modernidad". La fachada, sin embargo, se redujo a una sencilla marquesina sobre la entrada al teatro en el chaflán de la esquina que forman las calles Hermosilla y Claudio Coello. Construido en hormigón armado y cubierto con vigas de ese material, el forjado resultante parecía prever una sala al aire libre sobre la sala cubierta, a modo de terraza para representaciones, aunque no se llegó a construir. El coliseo no obstante tenía un aforo para ochocientos espectadores. El presupuesto final fue de 1.800.000 pesetas de la época.
Concebido y diseñado como sala de espectáculos mixta (teatro y cine), el Beatriz disponía en la planta primera de cabina de proyección, elevada para evitar que el haz de proyección pudiera ser interrumpido por los espectadores de las últimas filas del entresuelo.
Acudió al estreno parte de la familia real, para la representación de la obra El amigo Teddy o El amor de moda, por la compañía de Ernesto Vilches e Irene López Heredia que se instalaron en la sala durante sus primeros años de existencia. 
El 14 de enero de 1927, el Teatro inició su historia como cine con el estreno de la película “El soldado desconocido”,en un pase que acompañaba la orquesta de jazz “Alhambra”. Sostiene el crítico y cronista teatral Martínez Olmedilla, que la nueva sala, casi perdida en un barrio aristocrático, se resintió de su aislamiento y tras el ímpetu inicial cayó en un cierto abandono (aunque no lo especifica y atendiendo a la relación de estrenos, debe referirse al periodo de posguerra española, a la competencia del séptimo arte y la subsiguiente crisis del teatro nacional).

### El Beatriz
Con la segunda República Española, el teatro comenzó a conocerse simplemente como "el Beatriz", y su uso se amplió a las conferencias y mítines políticos.
El 7 de noviembre de 1931, la prensa recogió la noticia del escándalo ocurrido en el teatro la noche anterior, cuando un grupo de agresivos ultramontanos irrumpieron en la sala golpeando a los espectadores que se interpusieron en su "misión vandálica", provocada por la presentación de la obra oportunista, anticlerical -y biográfica- de Ramón Pérez de Ayala A.M.D.G. (iniciales de «Ad Majoren dei Gloriam»), subtitulada La vida de un colegio de Jesuitas. A pesar de este conflicto entre teatro y política con cerca de cuatro horas de bofetones, destrozos en la sala e inmediaciones y algunos detenidos, la obra pudo representarse esa noche para los supervivientes que quedaron en la sala. 
Cerrado por obras, volvió a abrirse en 1942 como cine, con algunas temporadas teatrales alternas hasta principios de la década de 1960. Fue aquí donde se estrenó en la noche del 29 de septiembre de 1959, la obra de Miguel Mihura, "Maribel y la extraña familia". De la lista de actores y estrellas que pisaron sus tablas pueden citarse, casi al azar: Catalina Bárcena, Aurora Bautista, Irene Caba Alba, Gemma Cuervo, Florinda Chico, Fernando Fernán Gómez, Arturo Fernández, Fernando Guillén, Emilio Gutiérrez, Carlos Larrañaga, Toni Leblánc, Valeriano León, Loreto y Chicote, Raquel Meller, Lola Membrives, Juanjo Menéndez, Gracita Morales, Luis Prendes, Aurora Redondo, Chavela Vargas y Ernesto Vilches.

### El Teatriz
En 1990, tras más de setenta años como teatro, el arquitecto y diseñador francés Philipe Starck lo transformó el Beatriz en el Restaurante Teatriz. Starck, además de aprovechar la ocasión para celebrar allí su 41 cumpleaños consiguió toda la atención de la posmodernidad de la época, con la presencia de famosas como Ana García Obregón y Agatha Ruiz de la Prada, además de la colaboración casi simbólica de un Javier Mariscal y del iluminador favorito de Prince, Arnold Chan. Starck rizó el rizo ampuloso del viejo Beatriz dotando el nuevo restaurante con mesas rococó con grifos, un diseño de Chirico en el suelo del comedor, madera en las paredes, casetas para los retretes, y reforzando la presencia de las columnas, las cuerdas de las bambalinas, la barra de mármol y los dorados del bar. En 2011, una nueva remodelación aprovechando espacios antes ocultos a los comensales pone el marcha espacios como “Kíreí Teatriz”, barra de cocina japonés en el escenario, “Tapas Teatriz” en el espacio que dio cabida al vestíbulo principal y la coctelería “Pink Lounge” en la primera planta. Tres años después, a mediados de 2014, desaparecería el Teatriz, buque insignia del grupo Vips.
Tras una nueva reforma, el antes restaurante se abrió al público como boutique de la multinacional textil sueca Hennes & Mauritz (H&M), conservando aún algunos detalles del antiguo teatro-cine incluido un antiguo cartelón.

## Algunos estrenos
- Un marido ideal de Oscar Wilde, en 1925.
- Todo un hombre de Miguel de Unamuno, en 1925.[10]
- El proceso de Mary Dugan de Bayard Veiller y traducción de Joaquín Salvatella, el 18 de mayo de 1929 (con Julia Lajos, María Blanquer y Ernesto Vilches);[11]
- Amores y amoríos de los Hermanos Álvarez Quintero, en 1929;
- Mariquilla Terremoto de los Hermanos Álvarez Quintero, el 22 de febrero de 1930;
- Bodas de Sangre Federico García Lorca, el 28 de marzo de 1933;
- El divino impaciente de José María Pemán, el 27 de septiembre de 1933;
- Doña María la Brava de Eduardo Marquina, en 1944;
- Ha sonado la muerte de Alfonso Sastre y Medardo Fraile, en 1946;
- Maribel y la extraña familia de Miguel Mihura, el 29 de septiembre de 1959;
- El sistema Ribadier de Georges Feydeau, el 23 de diciembre de 1960;
- Vamos a contar mentiras de Alfonso Paso, el 28 de septiembre de 1961;
- El cianuro... ¿solo o con leche? de Juan José Alonso Millán, el 7 de junio de 1963;
- Noche de Reyes de Shakespeare, versión de José Carlos Plaza, en 1967;
- Un enemigo del pueblo de Henrik Ibsen, en 1971;
- Los secuestrados de Altona de Jean Paul Sartre, el 3 de marzo de 1972;
- Tiempo de espadas de Jaime Salom, el 28 de septiembre de 1972;
- Usted también podrá disfrutar de ella de Ana Diosdado, el 20 de septiembre de 1973;
- El español y los siete pecados capitales de Fernando Díaz-Plaja (adaptación de Víctor Andrés Catena), el 30 de abril de 1975;
- Casa con dos puertas, mala es de guardar de Calderón de la Barca (versión de Manuel Canseco), en 1980;